# Syntetiskt gummi

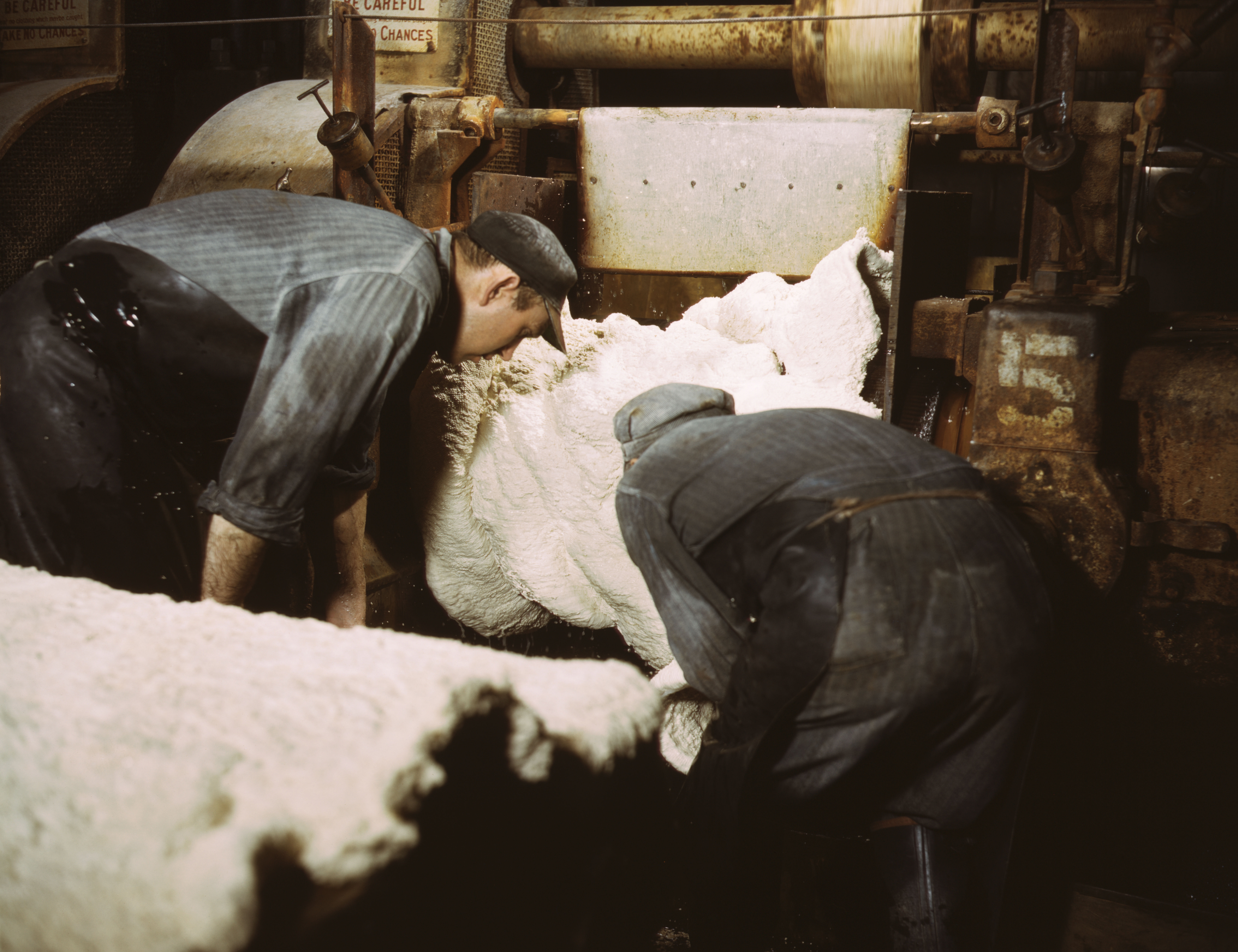
Bearbetning av syntetgummi i Goodrichs fabrik i USA 1941.

Syntetiskt gummi (förr även syntetisk kautschuk) är en samlingsbeteckning för olika elastomerer som ersätter gummi. Vanligt förekommande typer är bland annat neopren och nitrilgummi.
Syntetiskt gummi var en viktig produkt under första världskriget och andra världskriget för de länder som saknade tillgång till naturgummi.

## Historik

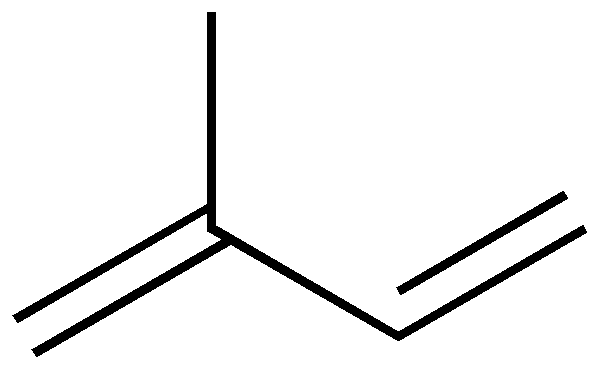
Strukturformel för isopren

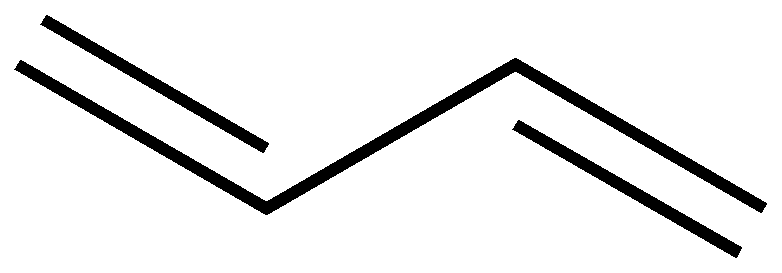
Strukturformel för butadien

Redan 1860 upptäckte Greville Williams, att isopren vid längre tids förvaring polymeriseras till en segflytande massa. Gustave Bouchardat upptäckte 1879, att denna polymerisering gick snabbare genom inverkan av klorvätegas.
Genom en mängd arbeten, utförda framför allt av tyska och brittiska kemister, fann man relativt billiga metoder för framställning av kolvätena butadien CH2=CH–CH=CH2; isopren eller metylbutadien CH2=C(CH3)–CH=CH2 och dimetylbutadien CH2=C(CH3)–C(CH3)=CH2, samt för polymerisering av dem till kautschuksorter.
Lättast och billigast erhölls dimetylbutadin i fabriksmässig skala enligt följande reaktioner. Ur kalciumkarbid fås acetylen, som med hjälp av en kontaktsubstans (kvicksilversalter) omsätts med vatten till acetaldehyd, CH3CHO, som oxideras till ättiksyra. Denna överförs till kalciumacetat, som vid torrdestillation på vanligt sätt ger aceton (CH3)2CO. Aceton reduceras genom behandling med amalgamerat aluminium till pinakon, (CH3)2–C(OH)–C(OH)(CH3)2. När denna vid minskat tryck leds över till upphettad kontaktmassa av lerjord som håller 400 °C, avspaltas två vattenmolekyler och kolvätet dimetylbutadien erhålles i högt utbyte. Dess kokpunkt är 71 °C och densiteten 0,73 kg/dm3. Vid polymerisering av butadien erhålls så kallad metylkautschuk, som inte fullt har naturkautschukens fördelaktiga fysiska egenskaper.
Det var därför önskvärt att få en tillräckligt billig fabriksmetod för isopren, modersubstansen för naturkautschuk. De tidiga, inte helt tillfredsställande metoderna använde som utgångsmaterial aceton, de i råpetroleum ingående pentanerna C5H12, ur finkelolja utvunnen isoamylalkohol samt de i stenkolstjäran ingående p-kresol och o-kresol C6H4(CH3)OH. Butadien är minst intressant för framställning av syntetisk kautschuk.
Den svåraste delen vid framställningen var dock inte framställning av de kolväten som behövdes som råmaterial, utan problemet att genomföra själva polymeriseringen av moderkolvätena till kautschuk av tillfredsställande seghet och struktur. De viktigaste metoderna var följande:
1) Längre tids upphettning under tryck till högre temperatur. Därvid påskyndas polymeriseringen genom katalysatorer såsom urea, glycerol m. fl. Genom tillsats av piperidin blir den på detta sätt framställda metylkautschuken mindre lätt oxiderbar och vulkaniseras lättare. Om dimetylanilin tillsätts, förbättras dess elastiska egenskaper. Metylkautschuk har framställts fabriksmässigt, särskilt under första världskriget, och visade sig användbar för en del ändamål.
2) Upphettning med natrium medför lätt att butadienklorvätena omvandlas till kautschukartade produkter. Därvid ger emellertid endast butadien en elastisk produkt, medan polymeriseringsprodukterna av övriga kolväten blir mera läderartade. Mera sega och elastiska kautschuksarter än s.k. "värmekautschuk" erhålls vid polymerisering i närvaro av ozonider av terpener och olefiner. De ur olika butadienkolväten och enligt olika polymeriseringsförfaranden erhållna kautschuksprodukterna varierar mycket i sina egenskaper, såsom svällbarhet i lösningsmedel, elasticitet, vulkaniserbarhet o.s.v. Ingen tidigt framställd syntetisk kautschuk var fullt identisk med den i naturen bildade parakautschuken. Redan på 1920-talet var dock kautschuksyntesen fullt etablerad i fabriksmässig skala. De tyska fabrikerna hade vid denna tid en tillverkningskapacitet av över 2 000 ton per år. Konkurrensen från plantagekautschuken var i fredstid och under avsaknad av avspärrning dock mycket svår, och det fanns under mellankristiden stor tveksamhet om den skulle gå att göra lönsam. En fördel hos den syntetiska kautschuken var dock att den gav produkter som kunde anpassas för olika användningsändamål, medan naturkautschuken alltid var likartad.